# Nikolaikirche (Byczyna)

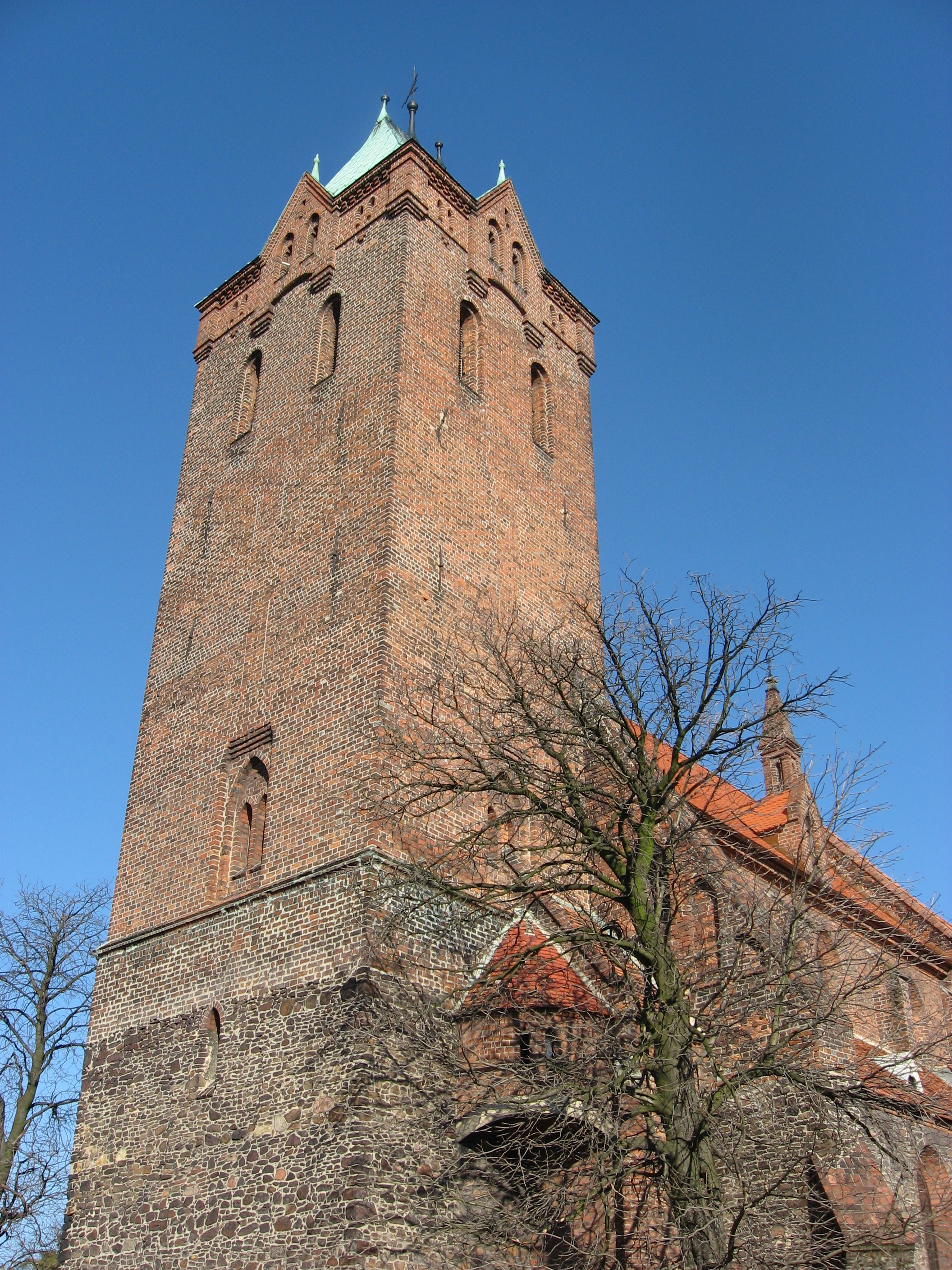
Turm der Nikolaikirche

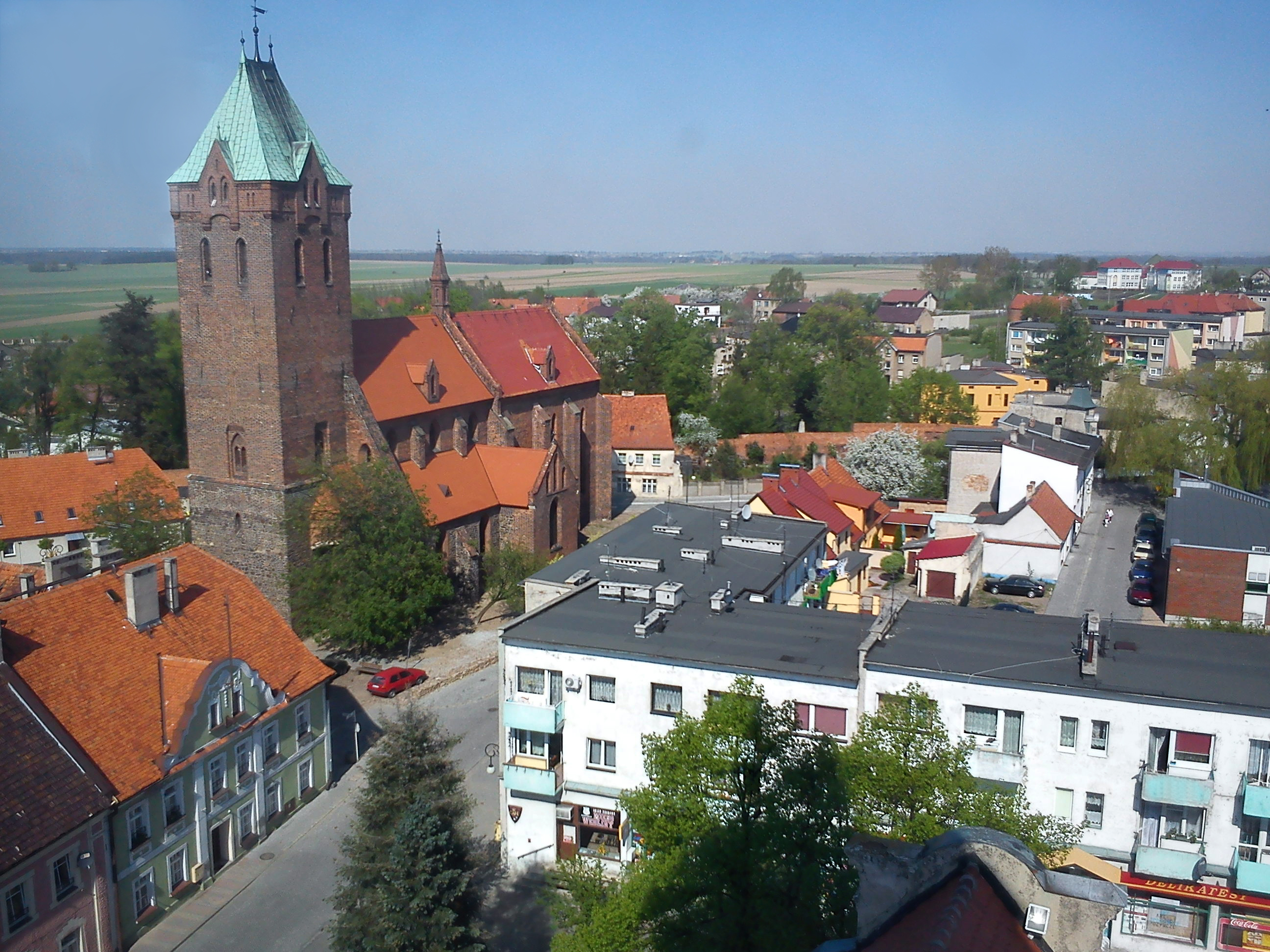
Blick vom Rathausturm in Pitschen auf die Nikolaikirche (links)

Die Nikolaikirche in Byczyna (dt. Pitschen) im Powiat Kluczborski in der Woiwodschaft Oppeln wurde am Ende des 14. Jahrhunderts errichtet.

## Geschichte
An der Stelle der heutigen Backsteinkirche befand sich eine 1283 erwähnte Holzkirche, die den Hussiten 1430 zum Opfer fiel. Am Ende des 14. Jahrhunderts wurde eine Backsteinkirche errichtet, die 1556 von der evangelischen Gemeinde übernommen wurde. 1694 bis 1707 war die Kirche wieder katholisch, seit 1707 bis heute evangelisch. 1790–1791 wurde die Kirche renoviert und bekam eine barocke Ausstattung. 1886–1888 wurde die Kirche erneut renoviert, wobei die barocken Elemente durch neugotische ersetzt wurden.
Seit dem Kriegsende 1945 wirkt die Kirche als Filiale der Evangelisch-Augsburgischen Gemeinde in Konstadt (poln. Wolczyn). Die Kirche wurde am 14. April 1964 unter der Nummer „801/64“ in das Verzeichnis der Baudenkmäler der Woiwodschaft Oppeln eingetragen.

## Architektur
Die Kirche befindet sich am nordöstlichen Rande der Altstadt. Sie ist von neuer Bebauung umgeben. Die Kirche ist geostet. In der Mitte der Westfassade ist der Glockenturm angebaut.
Die Kirche wurde als dreischiffige Basilika errichtet. Von der Nordseite wurde eine zweigeschossige Sakristei angebaut. Die drei Kirchenschiffe, der Chor und beide Vorhallen sind mit Kreuzrippengewölben überspannt. Der Bogenschub der Gewölbe wird durch Strebepfeiler aufgehalten. Die Kirche ist mit Satteldächern aus Dachziegeln bedeckt. In der Mitte des Dachfirsts steht ein Dachreiter. Der vierstöckige Turm erhielt im 19. Jahrhundert einen neuen Oberteil mit dekorativen neugotischen Hurden. Der Dachreiter wurde erhöht.
Im westlichen Ende des Mittelschiffes befindet sich der Orgelchor und eine hölzerne Empore.
Die Inneneinrichtung ist fast ausschließlich neugotisch. Sie besteht aus dem Hochaltar in Form eines Triptychons, Chorgestühl, Empore, Predigtkanzel und einem steinernen Taufbecken.
Außerdem sind auch ältere Kunstwerke vorhanden:
- gotisches Kruzifix aus der 2. Hälfte des 15. Jahrhunderts;
- Porträt von Pastor Albrecht Opala († 1566),
- Barocke Ölbilder unbekannter Maler: Auferstehung Christi und Kreuzigung.

In der Gruft befinden sich Grabmäler des Fürsten Max von Württemberg (gestorben in russischer Haft 1709 nach der verlorenen Schlacht bei Poltawa), der Familie Frankenberg, des Pastors Opollius u. a.